# Мария Менадо
Датук Мария Менадо (малайск. Maria Menado, урожд. Лисбет Дотулонг), род. 2 февраля 1932 — малайзийская кинозвезда, знаменитая в 1957—1963 годах. Мария Менадо переехала в Сингапур и перешла в ислам в возрасте 19 лет, выйдя замуж за боксёрского промоутера и сценариста А. Разака Шейха Ахмада.
Её роль понтианака в фильме «Понтианак», который стал первым малайзиским фильмом ужасов, принесла ей известность в 1957 году. В том же году журнал Times Magazine признал её «Красивейшей женщиной Малайи», а информагентство United Press International — «Наиболее красиво одетой женщиной ЮВА». Через шесть лет после начала актёрской карьеры Менадо приняла предложение стать женой султана. После замужества она покинула экран, её фильмы были запрещены к прокату.

## Биография

### Ранние годы
Родилась в Тонсеа, Минахаса, Манадо, Северный Сулавеси. В семилетнем возрасте, после смерти родителей, переехала в Макасар к дяде и тёте. Однако происходившие там столкновения голландцев с местными сторонниками независимости заставили семью перебраться в Джакарту.
Когда Лисбет было 17, её миловидность позволила ей принять предложение стать моделью, рекламирующей блузы-кебайи в Сингапуре, а затем и в Малайе. В сопровождении дяди и тёти она в 1950 году посетила Сингапур, Куала-Лумпур, Ипох и Пенанг.
Когда она была в Сингапуре и Малайе, случилась скандальная история Марии Хертог. Мария Хертог, голландская девушка, ставшая приёмной дочерью в мусульманской семье и получившая имя Натра, была выдана приёмными родителями замуж в 13 лет. Сингапурский Верховный суд аннулировал брак в связи с малолетством девушки и постановил вернуть её родной матери, которая позднее забрала её в Нидерланды. Это судебное решение вызвало в Сингапуре беспорядки, продолжавшиеся два дня. Лисбет очень внимательно следила за этим делом и взяла себе псевдоним Мария. Позднее друзья стали называть её «Мария из Менадо» — по месту её рождения (Менадо — вариант названия Манадо). Под этим сценическим именем она и получила известность.

### В кинематографе
В 1951 году, вскоре после того, как фотографии Марии как модели появились в газетах и журналах, началась и её карьера киноактрисы. Shaw Brothers предложили ей главную роль (наряду с ролью П. Рамли) в фильме «Жизнь».
Однако известность ей принесла роль понтианака в одноимённом фильме 1957 года. «Понтианак» стал первым малайским фильмом в жанре ужасов. Сценарий был написан Марией в соавторстве с мужем, А. Р. Ш. М. Мария вспомнила рассказы о понтианаках — привидениях в женском облике, — слышанные ею в детстве, и вместе они написали сценарий.
В отсутствие спецэффектов превращение миловидной женщины в горбунью, а потом в понтианака требовало многочасовой гримировки. Марии приходилось подолгу замирать без движения, чтобы гримёры могли мало-помалу изобразить эти превращения. И, тем не менее, фильм удалось сделать достаточно реалистичным, о чём свидетельствовали сообщения о нескольких случаях обмороков среди зрителей, смотревших пугающие сцены фильма. Демонстрация фильма в кинотеатре Cathay продолжалась 12 дней. Это было важнейшим достижением, тем более, что в Cathay до этого вообще не показывали малайских фильмов. После этого Мария снялась в двух фильмах-сиквелах: «Месть понтианака» (1957) и «Клятва понтианака» (1958).
Будучи в зените славы, она получила роль отрицательной героини в индийском фильме «Сингапур», в котором другую главную роль исполнял Шамми Капур. Съемки этого фильма проходили в Сингапуре и Мумбае. В течение 12 лет Мария снялась более чем в 20 фильмах, некоторые из которых она самостоятельно продюсировала, руководя компанией «Мария Манадо Продакшн», например фильм «Сити Зубейда» 1961 года. Таким образом, она стала первой малайской женщиной-продюсером.
Главную роль Сити Зубейды она сыграла сама. При этом она могла гордиться не только ролью продюсера, но и ролью режиссёра — подобное совмещение в кинематографе случается крайне редко.
Три других фильма, снятые ей самостоятельно: «Моя кровь», «Цветы на мысу» и «Понтианак возвращается».

### Брак с султаном Паханга
По особым праздничным случаям Марию и других актрис приглашали во дворец пахангского султана, чтобы они давали там различные представления — в частности, по случаю дня рождения султана. Во время одного из подобных посещений дворца султан сделал Марии предложение о браке. После глубоких размышлений она в 1963 году вышла за него замуж в возрасте 30 лет. Этот брак не только положил конец её кинокарьере, но и привёл к тому, что все фильмы, в которых она снялась до этого, были запрещены к показу как в кинотеатрах, так и по телевидению. Дворцовый совет постановил, что, поскольку Мария стала супругой монарха, фильмы с её участием не должны более демонстрироваться на территории Паханга. Но вышло так, что их в итоге перестали показывать по всей стране. Запрет на фильмы с Марией напрямую коснулся Хо Ах Локе, владельца студии Катай Крис. Поскольку записи фильмов занимали слишком много места в специально охлаждаемом помещении у него дома и становились поводом для ссор с его женой, Хо их пришлось выкинуть.
После кончины пахангского султана Мария переехала из Пекана в Куала-Лумпур. После этого она обратилась к новому султану Паханга Ахмад Шаху, возглавлявшему Дворцовый совет, с просьбой разрешить показ её фильмов. Монарх дал на то разрешение, однако оказалось, что к тому времени фильмы с участием Марии были выброшены в заброшенную шахту (скважину). Неизвестно, почему Хо не обратился к Марии или к национальным музеям с просьбой принять фильмы на хранение. Утрата этих лент стала огромной потерей для истории малайского кинематографа.
В настоящее время Мария[когда?] намеревается стать режиссёром и продюсером новой версии фильма «Понтианак» — на этот раз цветной — чтобы сохранить память о своем творчестве.

## Фильмы с участием Марии
Производства Malay Film Production:
- «Жизнь», реж. Л. Кришнан, 1951
- «Солнце»

Производства Cathay-Keris:
- «Гранатовая шаль»
- «Понтианак»
- «Месть понтианака»
- «Раджа с клыками»
- «Кончина султана Махмуда»
- «Тун Фатима»

Производства Maria Menado Production:
- «Сити Зубейда»
- «Моя кровь»
- «Цветы на мысу»
- «Возвращение понтианака»

Прочие:
- «Сингапур» 1960 год (в роли Марии)